# Перес, Альфонсо (футболист)
Альфо́нсо Пе́рес Муньо́с (исп. Alfonso Pérez Muñoz; 26 сентября 1972, Хетафе, Испания) — испанский футболист, нападающий. Игрок клубов «Реал Мадрид», «Реал Бетис», «Барселона», «Олимпик» Марсель и национальной сборной Испании. Олимпийский чемпион 1992 года.

## Карьера

### Клубная
В 1990 году Альфонсо стал профессиональным футболистом, подписав контракт с мадридским «Реалом», в 1995 году он помог команде выиграть чемпионат Испании. Поскольку Альфонсо в «Реале» не отличался высокой результативностью, его продали в «Реал Бетис». В клубе из Севильи Альфонсо раскрылся как нападающий и стал забивать, во втором сезоне в «Бетисе» он установил клубный рекорд в 25 голов, забитых в чемпионате Испании.
В 2000 году Альфонсо перешёл в «Барселону», однако заиграть на прежнем уровне ему не удалось, в 21 матче он забил всего 2 гола. В 2002 году «Барселона» отдала его в аренду в «Марсель», а на следующий сезон в «Бетис». В 2003 году севильцы вернули себе своего лучшего футболиста уже на постоянной основе. В июне 2005 года его контракт закончился, и Альфонсо завершил профессиональную карьеру. С ноября того года он играл за команду ветеранов «Реал Мадрида». В его честь назван домашний стадион футбольного клуба «Хетафе», «Колисеум Альфонсо Перес», построенный в 1998 году, хотя Альфонсо никогда не выступал за команду родного города.

### В сборной
Альфонсо сыграл 32 матча и забил 11 голов за национальную сборную Испании. Он дебютировал в команде в 1992 году. Играл на чемпионатах Европы 1996 и 2000 годов, а также на Чемпионате мира 1998 года. Свой самый важный гол за сборную Испании он забил на Евро 2000 в ворота сборной Югославии. Проигрывая со счётом 3:2 после 90 минут и уже практически потеряв все шансы на выход из группы, для которого нужна была только победа, Испания мобилизовалась. Сначала Гаиска Мендьета забил гол с пенальти, а за несколько секунд до конца поединка Альфонсо пробил с лёта мимо вратаря югославов Ивицы Краля, забив победный гол, ставший для него вторым в этом матче.